# Valmont (Moselle)
Valmont (deutsch Walmen) ist eine französische Gemeinde mit 2951 Einwohnern (Stand 1. Januar 2022) im Département Moselle in der Region Grand Est (bis 2015 Lothringen). Sie gehört zum Arrondissement Forbach-Boulay-Moselle.

## Geografie
Valmont liegt an der Nied, unmittelbar südwestlich der Stadt Saint-Avold. Der Ort befindet sich auf einer Höhe zwischen 246 und 387 m über dem Meeresspiegel, die mittlere Höhe beträgt 321 m. Das Gemeindegebiet umfasst 9,24 km². Zu Valmont gehört die Bergarbeitersiedlung Cité de Valmont. Das bebaute Gebiet von Valmont ist teilweise mit den Nachbarorten Saint-Avold und Folschviller zusammengewachsen; selbst der Bahnhof von Saint-Avold liegt auf dem Gebiet von Valmont.

## Geschichte

### Wappen
Das Gemeindewappen ist das der Familie Cailloux, der Herren von Valmont von 1681 bis zur Französischen Revolution.

### Bevölkerungsentwicklung
| Jahr      | 1962 | 1968 | 1975 | 1982 | 1990 | 1999 | 2007 | 2019 |
| Einwohner | 2030 | 2097 | 2289 | 3038 | 3062 | 3144 | 3282 | 3019 |

## Sehenswürdigkeiten
- Kirche Saint-Gengoulf (St. Gangolf)
- Serbisch-orthodoxe Kirche Saint-Prince-Lazare aus dem Jahr 1980

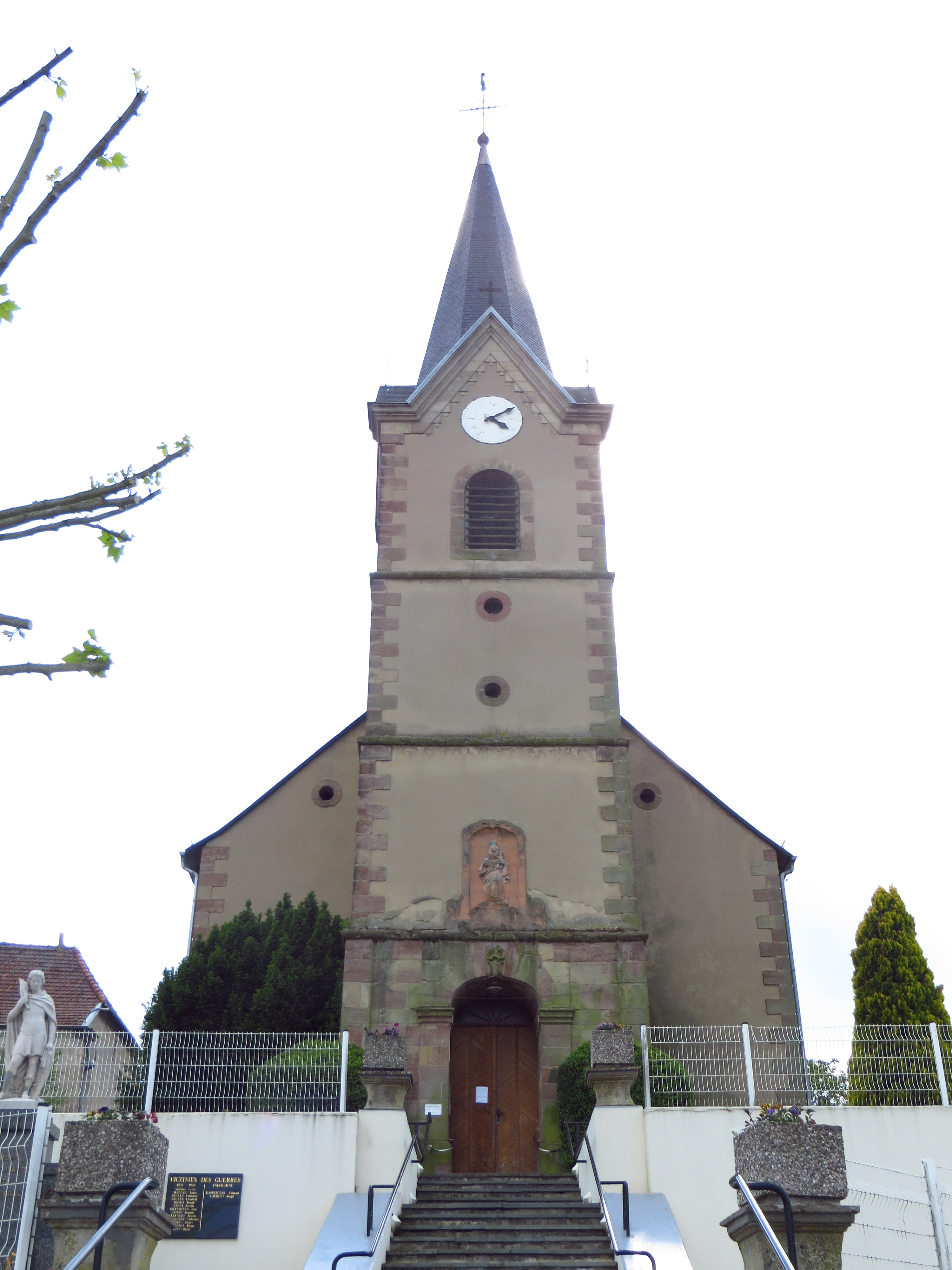
Kirche Saint-Gengoulf
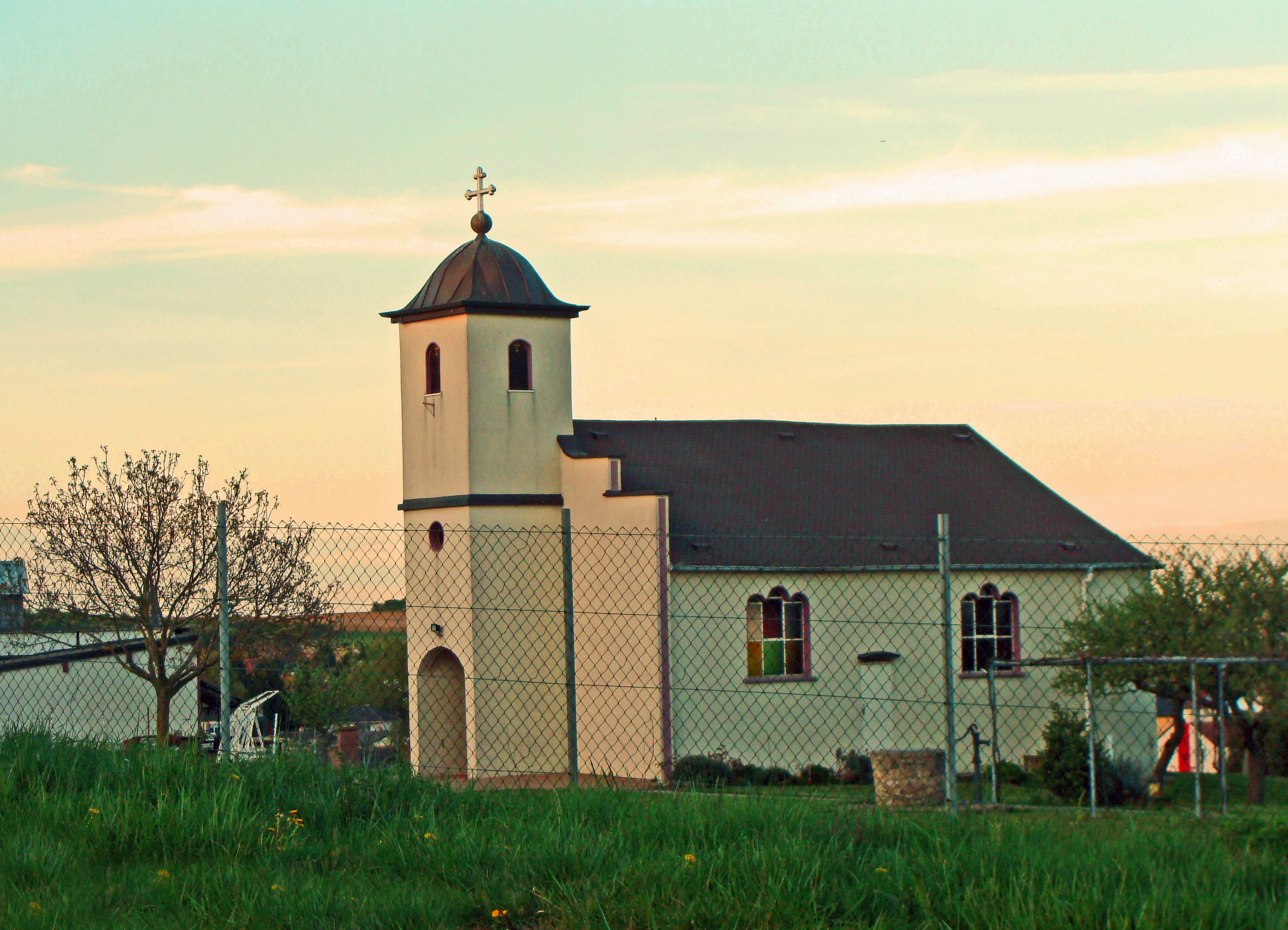
Serbisch-orthodoxe Kirche
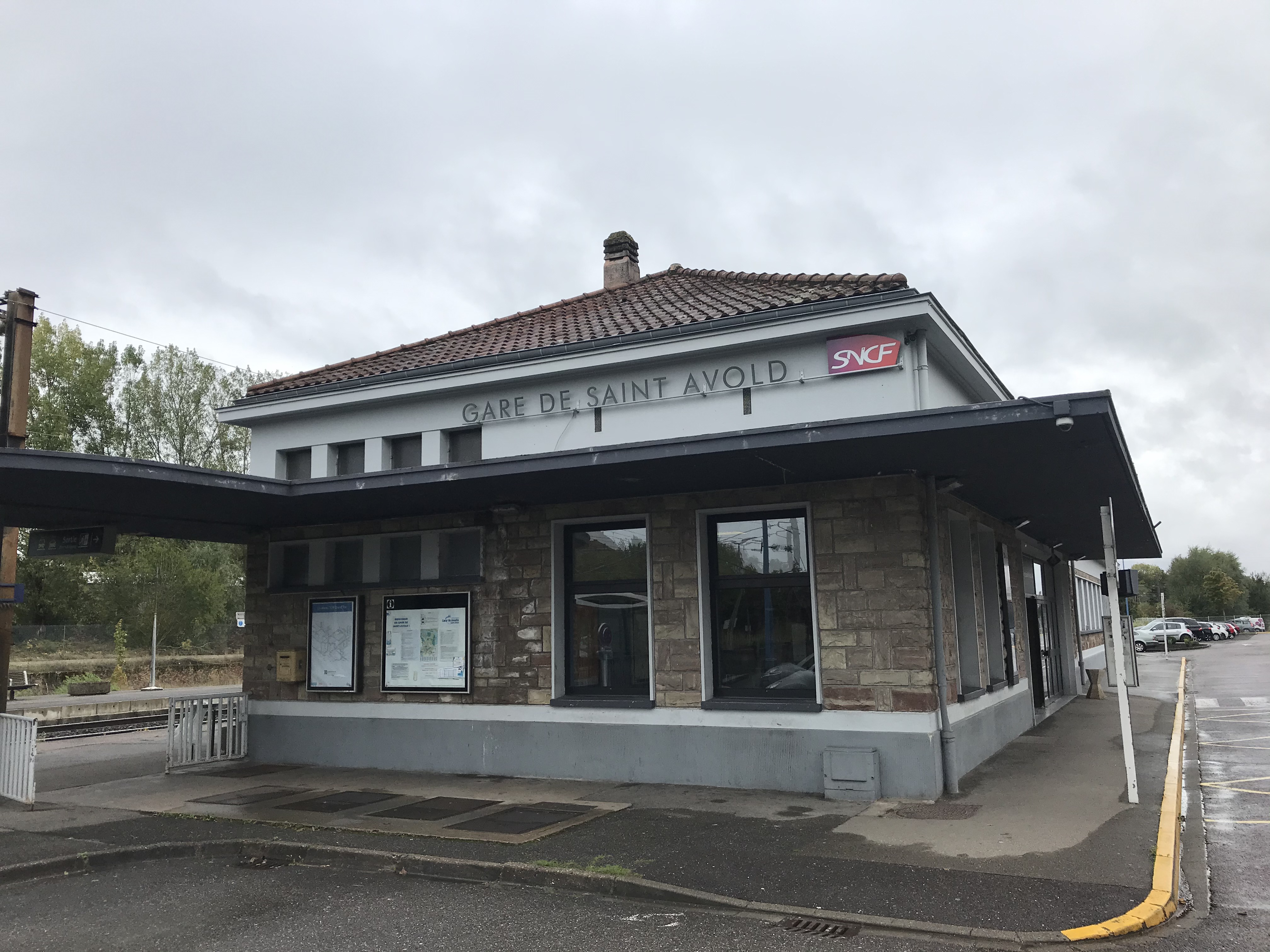
Bahnhof Saint-Avold

## Belege
1. ↑  Wappenbeschreibung auf genealogie-lorraine.fr (französisch)